# Willi Schatz
Pour les articles homonymes, voir Schatz (homonymie).
Willi Schatz (1er février 1905 - 17 février 1985) était un SS-Unterscharführer au camp de concentration d'Auschwitz.

## Biographie
Schatz est né en 1905, fils d'un dentiste. Il va à l'école primaire et au lycée à Hanovre, il obtient son bac. Comme son père, il étudie la médecine dentaire à l'Université de Göttingen et obtient son doctorat en 1933. En 1933 il devient membre du NSDAP et de la SA. Il est appelé dans l'armée le 10 juin 1940, il travaille comme dentiste à Hanovre. Le 3 juillet 1943, il prend sa retraite de l'armée et le 22 juillet 1943, il rejoint la Waffen-SS.
En 1943, il est diplômé de l'Académie médicale SS à Graz. Le 20 janvier 1944, il rejoint le camp de concentration d'Auschwitz comme dentiste et en 1945, est promu Obersturmführer.
À la fin de la guerre, il est capturé par les Britanniques et libéré en janvier 1946. Peu après, il ouvre un cabinet dentaire à Hanovre.
Il est arrêté en 1959 et est jugé pour ses crimes dans les camps devant la Cour d'assises à Francfort durant le procès d'Auschwitz. Il est acquitté le 20 août 1965.
Il meurt d'un cancer en 1985.